# Samantha Koehler
Samantha Koehler (n. 1975) es una botánica brasileña. Es una especialista en la familia de las orquídeas, género Maxillaria
Desarrolla actividades académicas en el "Departamento de Genética", de la Escuela Superior de Agricultura “Luiz de Queiróz”, Universidad de São Paulo, en Piracicaba, SP

## Algunas publicaciones
- fábio Pinheiro, samantha Koehler, andréa Macêdo Corrêa, maria luiza Faria Salatino, Antonio Salatino, fábio de Barros. 2009. "Phylogenetic relationships and infrageneric classification of Epidendrum subgenus Amphiglottium (Laeliinae, Orchidaceae)". Plant Systematics and Evolution. Springer Viena en línea (enlace roto disponible en Internet Archive; véase el historial, la primera versión y la última).

- mario a. Blanco, german Carnevali, w. mark Whitten, rodrigo b. Singer, samantha Koheler, norris h. Williams, isidro Ojeda, kurt m. Neubig, lorena Endara. Generic realignments in Maxillariinae (Orchidaceae): corrigenda et addenda. Lankesteriana 8 (1): 15

- r.b. Singer, s. Koehler, g. Carnevali. 2007. Brasiliorchis: a new genus for the Maxillaria picta alliance (Orchidaceae: Maxillariinae). Novon 17: 91-99